# Río Argun (Cáucaso)

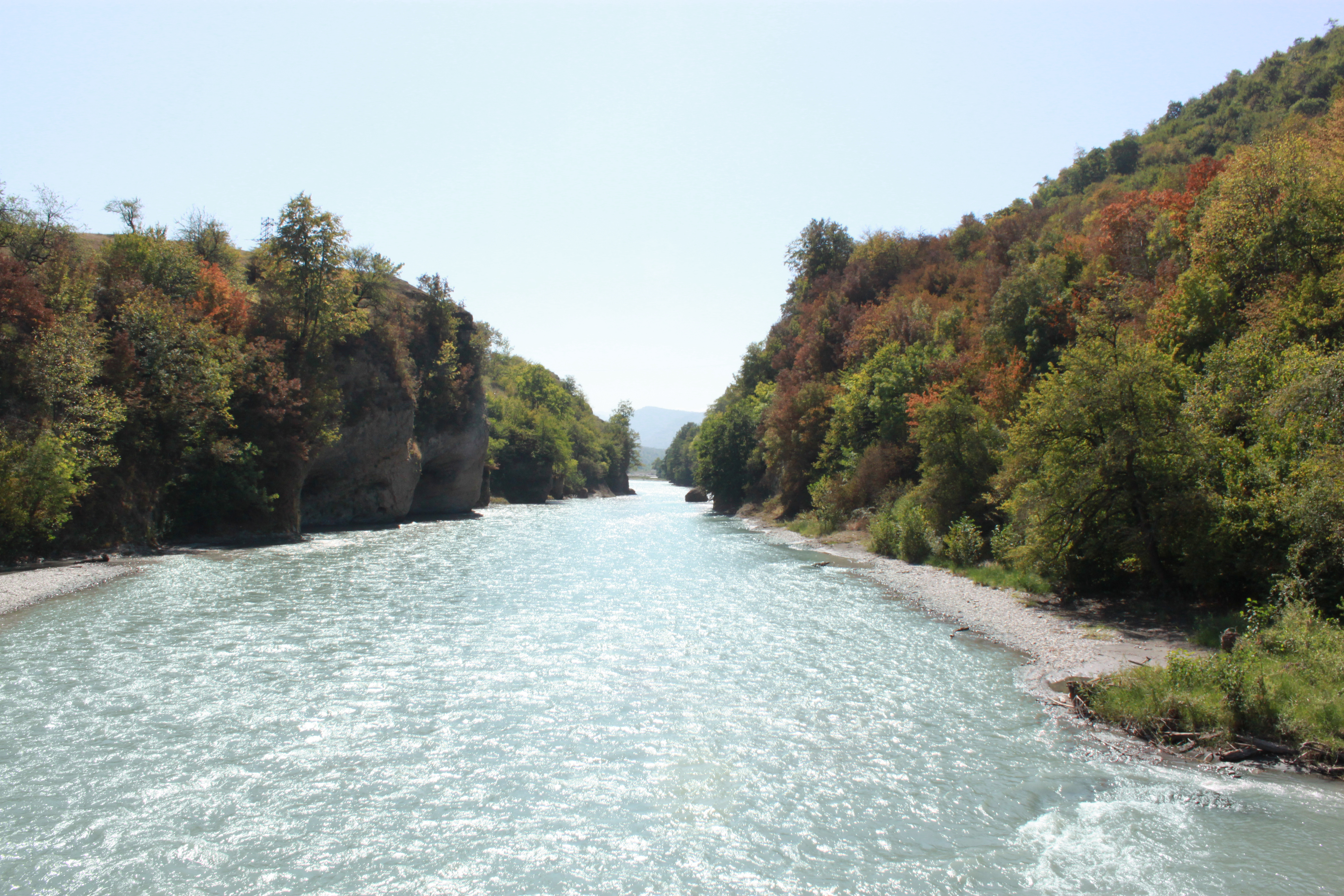
Río Argun en Duba-Yurt, Chechenia.

El río Argun(en idioma ruso: Аргу́н, en idioma checheno: Orga, en idioma georgiano: არღუნი) 
fluye a través del  norte del Cáucaso, Georgia y la República de Chechenia en Rusia. Es un afluente de 148 km de longitud de la derecha del Sunzha, y se encuentra dentro de la cuenca del río Terek. Tiene sus fuentes en las laderas del Cáucaso septentrional en Georgia. El Argun fluye en el oeste de Chechenia a través de los distritos de Itum-Kalinsky y Shatoysky.

## Curso
El río nace a una altitud de unos 2.800 m en el flanco norte de la cresta principal del Gran Cáucaso, que es relativamente baja allí a unos 3.200 m y que en este tramo se denomina cresta Pschawi-Chevsuretiana. El manantial se encuentra en la región georgiana de Mtsjeta-Mtianeti, a unos 90 km en línea recta al norte de la capital, Tiflis. Esta parte del área representa la parte norte de la histórica región de Khevsuretia, llamada así por los khevsurianos, un grupo étnico georgiano, que se asentó allí a ambos lados de la cordillera del Cáucaso. El Argun inicialmente fluye en dirección norte y llega a Rusia después de unos 20 km. En un desfiladero mayormente estrecho, corre a través de la parte montañosa y escasamente poblada de Chechenia, en dirección este, luego nuevamente casi hacia el norte. Finalmente desemboca en Ijinskaya, a 10 km al noreste la ciudad llamada como el río, de Argún, en el río Terek. Además de Argún, la capital chechena de Grozny y Shali también están a unos diez kilómetros del río. El área de captación del Argun cubre 3390 km².

## Historia
Esta zona fue el primer lugar donde se establecieron los chechenos y todavía se pueden ver muchas ruinas de antiguas aldeas construidas en el estilo tradicional. El Argun sirve como frontera natural entre los distritos de Shalinsky y Groznensky. La ocupación de su valle por los rusos en 1858 fue un acontecimiento importante en la última fase de la Guerra Murid. Antes de la Primera y Segunda Guerra de Chechenia, la región alrededor del río estaba poblada por numerosas granjas y casas. La ciudad de Argún lleva el nombre del río.
El 7 de septiembre de 2008 se derrumbó el único puente que cruzaba el río Argun y que conectaba los territorios norte y sur de Chechenia. Los conductores atrapados en el puente escaparon sin sufrir lesiones. Un representante de la administración federal de carreteras relacionó el accidente con el estrés anormal de los vehículos militares pesados.

## Cultura
El Argun se menciona en la tercera estrofa del Himno Nacional de la República Chechena. Dice que el río y el pueblo checheno están unidos y entendieron que el río es parte del patrimonio de la república caucásica.